# Alejandro Bofill Mas
Alejandro Bofill Mas (n. Barcelona, 19 de marzo de 1960) es un maestro internacional de ajedrez español.

## Resultados destacados en competición
Fue subcampeón de España en el año 1988 por detrás de Jesús María de la Villa García.